# Il Giallo Mondadori dal 1601 al 1700
|  | I 100 precedenti: Il Giallo Mondadori dal 1501 al 1600 |

## Dal n.1601 al n.1700
| N.   | Titolo italiano                                  | Autore                            | Titolo originale                                 | Pubblicazione     |
| ---- | ------------------------------------------------ | --------------------------------- | ------------------------------------------------ | ----------------- |
| 1601 | L'invisibile signor Green                        | John Sladek                       | Invisible Green                                  | 7 ottobre 1979    |
| 1602 | Il caso Colby                                    | Eliot West                        | The Killing Kind                                 | 14 ottobre 1979   |
| 1603 | Ronda di notte                                   | Hugh McCutcheon                   | Night Watch                                      | 21 ottobre 1979   |
| 1604 | Chi è Simon Warwick?                             | Patricia Moyes                    | Who Is Simon Warwick?                            | 28 ottobre 1979   |
| 1605 | In chiave di paura                               | Willo Davis Roberts               | Act of Fear                                      | 4 novembre 1979   |
| 1606 | La moglie che sapeva troppo                      | Jon A. Jackson                    | The Diehard                                      | 11 novembre 1979  |
| 1607 | Dottore, avvocato, commerciante, capo...         | Collin Wilcox                     | Doctor, Lawyer...                                | 18 novembre 1979  |
| 1608 | L'indizio                                        | Maurice-Bernard Endrèbe           | L'indice                                         | 25 novembre 1979  |
| 1609 | Guardati alle spalle                             | Jay Barbette                      | Look Behind You                                  | 2 dicembre 1979   |
| 1610 | Il ladro nel sacco                               | Lawrence Block                    | The Burglar in the Closet                        | 9 dicembre 1979   |
| 1611 | Le porte di Damasco                              | Agatha Christie                   | Postern of Fate                                  | 16 dicembre 1979  |
| 1612 | L'avvocato di ferro                              | Jack Donahue                      | Pray to the Hustlers' God                        | 23 dicembre 1979  |
| 1613 | Masao Masuto e il diplomatico russo              | E.V. Cunningham                   | The Case of the Russian Diplomat                 | 30 dicembre 1979  |
| 1614 | Che altro pezzo dobbiamo mandarti?               | John Wainwright                   | Do Nothin' Till You Hear From Me                 | 6 gennaio 1980    |
| 1615 | Cacciatore nel buio                              | Estelle Thompson                  | Hunter in the Dark                               | 13 gennaio 1980   |
| 1616 | Nuda alla tomba                                  | Harry Carmichael                  | Naked to the Grave                               | 20 gennaio 1980   |
| 1617 | Veleno                                           | Alan Scholefield                  | Venom                                            | 27 gennaio 1980   |
| 1618 | Trappola della stella                            | Simon Brett                       | Star Trap                                        | 3 febbraio 1980   |
| 1619 | Provaci ancora, Jack                             | James Hadley Chase                | I Hold the Four Aces                             | 10 febbraio 1980  |
| 1620 | Un furto di troppo                               | Sara Woods                        | A Thief or Two                                   | 17 febbraio 1980  |
| 1621 | Non dorme, è morta                               | Charles Alverson                  | Not Sleeping, Just Dead                          | 24 febbraio 1980  |
| 1622 | Il testamento incredibile                        | Elizabeth Ferrars                 | Last Will and Testament                          | 2 marzo 1980      |
| 1623 | Il sorriso dell'assassino                        | Francis M. Nevins jr.             | Publish and Perish                               | 9 marzo 1980      |
| 1624 | Il caso della testa tagliata                     | Rex Burns                         | Speak for the Dead                               | 16 marzo 1980     |
| 1625 | Assassini in famiglia                            | Rae Foley                         | Malice Domestic                                  | 23 marzo 1980     |
| 1626 | Chissà dove                                      | Aaron Marc Stein                  | Nowhere?                                         | 30 marzo 1980     |
| 1627 | Un poliziotto tranquillo                         | John Ball                         | Police Chief                                     | 6 aprile 1980     |
| 1628 | Killer a due teste                               | Hugh Pentecost                    | Random Killer                                    | 13 aprile 1980    |
| 1629 | Whisky e anfetamina per Colin Thane              | Bill Knox                         | Live Bait                                        | 20 aprile 1980    |
| 1630 | La porta del male                                | Ellis Peters                      | The Knocker on Death's Door                      | 27 aprile 1980    |
| 1631 | Codice sette: fuori servizio                     | Lou Cameron                       | Code Seven                                       | 4 maggio 1980     |
| 1632 | La morte attraverso lo specchio                  | Richard Forrest                   | Death Through the Looking Glass                  | 11 maggio 1980    |
| 1633 | Giocarsi la pelle                                | Stuart M. Kaminsky                | You Bet Your Life                                | 18 maggio 1980    |
| 1634 | Le magnifiche sei                                | George Bagby                      | Guaranteed to Fade                               | 25 maggio 1980    |
| 1635 | Molto rosa, anzi nero                            | Harry Carmichael                  | The Screaming Rabbit                             | 1º giugno 1980    |
| 1636 | Uccidiamo Mr. Griffin                            | Lois Duncan                       | Killing Mr. Griffin                              | 8 giugno 1980     |
| 1637 | Sangue di campione                               | Michael Maguire                   | Slaughter Horse                                  | 15 giugno 1980    |
| 1638 | Il segreto di Elizabeth                          | Vera Caspary                      | The Secret of Elisabeth                          | 22 giugno 1980    |
| 1639 | Morte di una dilettante                          | Simon Brett                       | An Amateur Corpse                                | 29 giugno 1980    |
| 1640 | Non scherzare, Jonas, sei vivo?                  | Mary McMullen                     | Funny, Jonas, You Don't Look Dead                | 6 luglio 1980     |
| 1641 | Peter Styles: delitto su misura                  | Judson Philips                    | A Murder Arranged                                | 13 luglio 1980    |
| 1642 | Sarti Antonio: un diavolo per capello            | Loriano Macchiavelli              |                                                  | 20 luglio 1980    |
| 1643 | Arrestate David Maubee                           | A.H.Z. Carr                       | Finding Maubee                                   | 27 luglio 1980    |
| 1644 | La casa degli inganni                            | Willo Davis Roberts               | The House of Imposters                           | 3 agosto 1980     |
| 1645 | Ratto nel giardino d'infanzia                    | James K. MacDougall               | Death and the Maiden                             | 10 agosto 1980    |
| 1646 | Notte ideale per un delitto                      | Mignon G. Eberhart                | Nine O'Clock Tide                                | 17 agosto 1980    |
| 1647 | La morte mi ama                                  | Ruth Rendell                      | Make Death Love Me                               | 24 agosto 1980    |
| 1648 | Caccia al mostro                                 | Barry N. Malzberg & Bill Pronzini | The Running of Beasts                            | 31 agosto 1980    |
| 1649 | Busta chiusa per Bowman                          | Hartley Howard                    | The Sealed Envelope                              | 7 settembre 1980  |
| 1650 | Nell'occhio del delitto                          | Elizabeth Ferrars                 | In at the Kill                                   | 14 settembre 1980 |
| 1651 | Una città in rovina                              | Nathan Gottlieb                   | Stinger                                          | 21 settembre 1980 |
| 1652 | Aristotele detective                             | Margaret Doody                    | Aristotele Detective                             | 28 settembre 1980 |
| 1653 | Calypso per l'87º Distretto                      | Ed McBain                         | Calypso                                          | 5 ottobre 1980    |
| 1654 | Collaudo mortale                                 | Patricia Moyes                    | Johnny Under Ground                              | 12 ottobre 1980   |
| 1655 | Un uomo in mare per Travis McGee                 | John D. MacDonald                 | The Empty Copper Sea                             | 19 ottobre 1980   |
| 1656 | Errore fatale                                    | Ngaio Marsh                       | Grave Mistake                                    | 26 ottobre 1980   |
| 1657 | Un caso troppo semplice                          | Mark Sadler                       | Mirror Image                                     | 2 novembre 1980   |
| 1658 | Il capolavoro di Mr. Potter                      | Rae Foley                         | Repent at Leisure                                | 9 novembre 1980   |
| 1659 | Vado, contrabbando i diamanti e torno            | Carla Fioravanti Bosi             |                                                  | 16 novembre 1980  |
| 1660 | Tensione sotto zero                              | Aaron Marc Stein                  | Chill Factor                                     | 23 novembre 1980  |
| 1661 | Un killer in borsa                               | John Ball                         | The Killing in the Market                        | 30 novembre 1980  |
| 1662 | Il giardino delle rose                           | Christianna Brand                 | A Ring of Rosas                                  | 7 dicembre 1980   |
| 1663 | Bigné avvelenati per Masao Masuto                | E.V. Cunningham                   | The Case of the Poisoned Eclairs                 | 14 dicembre 1980  |
| 1664 | Lettere mortali                                  | Ruth Rendell                      | From Doon With Death                             | 21 dicembre 1980  |
| 1665 | Ve lo assicuro io                                | Alberto Eva                       |                                                  | 28 dicembre 1980  |
| 1666 | Ma vuoi scherzare?                               | James Hadley Chase                | You Must Be Kidding                              | 4 gennaio 1981    |
| 1667 | A forca lenta                                    | Whit Masterson                    | The Slow Gallows                                 | 11 gennaio 1981   |
| 1668 | L'assassino esce di scena                        | Sara Woods                        | Exit Murderer                                    | 18 gennaio 1981   |
| 1669 | Unico indizio un anello di fumo                  | Derek Marlowe                     | Echoes of Celandine                              | 25 gennaio 1981   |
| 1670 | Scambio a sorpresa                               | Elmore Leonard                    | The Switch                                       | 1º febbraio 1981  |
| 1671 | Un morto in più Fratello Cadfael                 | Ellis Peters                      | One corpse too many                              | 8 febbraio 1981   |
| 1672 | La via del Rheingold                             | Arthur Maling                     | The Rheingold Route                              | 15 febbraio 1981  |
| 1673 | Perché i poliziotti hanno l'ulcera               | Elizabeth Linington               | No Villain Need Be                               | 22 febbraio 1981  |
| 1674 | Mulheisen e il maiale cieco                      | Jon A. Jackson                    | The Blind Pig                                    | 1º marzo 1981     |
| 1675 | Conan Flagg tra due fuochi                       | M.K. Wren                         | Oh, Bury Me Not                                  | 8 marzo 1981      |
| 1676 | Scheletri                                        | Glendon Swarthout                 | Skeletons                                        | 15 marzo 1981     |
| 1677 | Sarti Antonio: caccia tragica                    | Loriano Macchiavelli              |                                                  | 22 marzo 1981     |
| 1678 | Julian Quist: trappola assurda                   | Hugh Pentecost                    | Deadly Trap                                      | 29 marzo 1981     |
| 1679 | Troppo facile, ispettore Dover                   | Joyce Porter                      | Dead Easy for Dover                              | 5 aprile 1981     |
| 1680 | Tre morti per la duchessa                        | Philip Owen                       | Mystery at a Country Inn                         | 12 aprile 1981    |
| 1681 | Lovejoy: l'oro è il mio mestiere                 | Jonathan Gash                     | Gold From Gemini                                 | 19 aprile 1981    |
| 1682 | Il caso Howard Hughes                            | Stuart M. Kaminsky                | The Howard Hughes Affair                         | 26 aprile 1981    |
| 1683 | Il gran cacciatore                               | William J. Coughlin               | The Stalking Man                                 | 3 maggio 1981     |
| 1684 | L'incubo di Cape Cod                             | Clare Barroll                     | A Strange Place for Murder                       | 10 maggio 1981    |
| 1685 | Se gli assassini fossero intelligenti...         | Claude Oliver & Jean-Paul Rouland | Le Frelon                                        | 17 maggio 1981    |
| 1686 | Lavaggio del cervello                            | John Wainwright                   | Brainwash                                        | 24 maggio 1981    |
| 1687 | I black-out dell'ispettore Kauffman              | Thomas Chastain                   | High Voltage                                     | 31 maggio 1981    |
| 1688 | Il reverendo Randollph e il problema della Grace | Charles M. Smith                  | Reverend Randollph and the Fall From Grace, Inc. | 7 giugno 1981     |
| 1689 | Vespe e veleni                                   | Ruth Rendell                      | To Fear a Painted Devil                          | 14 giugno 1981    |
| 1690 | A caccia di taglie                               | Robert B. Parker                  | The Judas Goat                                   | 21 giugno 1981    |
| 1691 | Vestito per uccidere                             | Brian De Palma & Campbell Black   | Dressed to Kill                                  | 28 giugno 1981    |
| 1692 | Il castello d'argento                            | Erica Quest                       | The Silver Castle                                | 5 luglio 1981     |
| 1693 | Fantasmi per l'87º distretto                     | Ed McBain                         | Ghosts                                           | 12 luglio 1981    |
| 1694 | La verità di casa Madrone                        | Mignon G. Eberhart                | Casa Madrone                                     | 19 luglio 1981    |
| 1695 | Punto due                                        | Bill Pronzini & Collin Wilcox     | Twospot                                          | 26 luglio 1981    |
| 1696 | Requiem per la mia donna                         | John D. MacDonald                 | The Green Ripper                                 | 2 agosto 1981     |
| 1697 | Peter Styles: caccia alla morte                  | Judson Philips                    | Death is a Dirty Trick                           | 9 agosto 1981     |
| 1698 | Nulla è eterno, Joe                              | Roderick Thorp                    | Nothing Lasts Forever                            | 16 agosto 1981    |
| 1699 | La morte fuori scena                             | Richard Grayson                   | The Monterant Affair                             | 23 agosto 1981    |
| 1700 | Il vecchio Robbie va alla guerra                 | Margaret Yorke                    | Death on Account                                 | 30 agosto 1981    |

|  | I 100 successivi: Il Giallo Mondadori dal 1701 al 1800 |